# Federico Benetti
Federico Benetti (Córdoba, 1947) es un cardiocirujano argentino, reconocido mundialmente por su técnica de cirugía coronaria sin uso de bomba de circulación extracorpórea y creador, entre otros, de la cirugía cardíaca mínimamente invasiva. 

## Formación
Federico Benetti nació en Pascanas, Córdoba, donde su padre, Pablo Benetti Aprosio, era médico rural. Realizó los estudios primarios y secundarios en Rosario y se recibió de médico en la Facultad de Medicina de la Universidad Nacional de Rosario. Por la influencia de su padre, pionero de la cirugía cardiovascular en ese país, y quien, en 1958, realizó la primera cirugía cardíaca con circulación extracorpórea en la Argentina, se dedicó a la cirugía de corazón.

## Trayectoria
Tras finalizar sus estudios, Federico Benetti realizó un periodo de capacitación en la Universidad de San Pablo, Brasil, y posteriormente se estableció en la ciudad de Rosario, donde adquirió una gran experiencia en cirugía cardíaca tanto pediátrica como de adultos. 
En 1978 realizó con éxito la primera cirugía de bypass coronario con el corazón latiendo y, a posteriori, desarrolló la tecnología para la técnica que se ahora se utiliza en todo el mundo. En febrero de 1981, realizó el primer trasplante cardíaco del interior del país, en la ciudad de Rosario. En 1984 se trasladó a Buenos Aires. Para el año 1991 había realizado, en 700 pacientes, cirugía coronaria sin circulación extracorpórea y estableció la Fundación Benetti con recursos propios.
En 1993 publicó su libro Cirugía coronaria directa sin circulación extracorpórea.
Poco después, en abril de 1994, en Buenos Aires, Argentina, realizó con éxito por primera vez en un ser humano un bypass o puente coronario sin abrir la cavidad pleural. Mediante la técnica de toracoscopia asistida por video, disecó la arteria mamaria izquierda y, por una pequeña toracotomía izquierda, colocó un bypass entre la arteria mamaria izquierda y la arteria descendente anterior con el corazón latiendo. Esta operación, cuya sigla en inglés es MIDCAB (minimally invasive direct coronary artery bypass), fue sin duda la que inauguró la nueva era de la cirugía cardíaca mínimamente invasiva y Federico Benetti fue cofundador, junto a Richard Ferrari y Charles Taylor, ambos de la compañía CardioThoracic Systems (CTS) del Silicon Valley, EE. UU.
En 1998 ganó, junto a Charles Taylor, el premio R&D de la Academia de Ciencias y Artes de Chicago por su invento estabilizador mecánico, premio otorgado a los 100 inventos que modificaron la vida del hombre.
Entre varias patentes de invención, es portador, además de la técnica de MIDCAB, del XIPHOID APPROACH, técnica con la que realizó la primera cirugía coronaria ambulatoria del mundo. En 2003 implantó por primera vez células madre autólogas y además realizó un baipás coronario con el corazón latiendo. En 2005 utilizó por primera vez, en 10 pacientes con miocardiopatía idiopática, células madre fetales, demostrando la efectividad de estas de cara al futuro. 
En 2005 fue, junto con Judie Vivian y Michael Pankratof, uno de los inventores de un sistema concebido para tratar las arritmias del corazón en forma totalmente no invasiva, de Cyberheart, Inc.
Realizó más de 150 publicaciones y libros de la especialidad.
Recibió menciones honoríficas en el mundo entero que incluyen, entre otras, el Padre de la Cirugía con el Corazón Latiendo en Oxford, Inglaterra en 1996. En 2008 se colocó un árbol y una placa con su nombre en la isla de COS, cuna de Hipócrates, Padre de la Medicina, junto a otros líderes del mundo de la cirugía cardíaca, con motivo del Congreso Mundial de la Sociedad Internacional de Cirugía Cardiotorácica (International Society of Cardio-Thoracic Surgeons, ISCTS), de la cual es Miembro Fundador. 
Actualmente viaja desarrollando nuevas técnicas y trabajando en investigación de células madre por todo el mundo y realiza una extensa tarea de educación y atención de pacientes sin recursos en la sede de su fundación, la Fundación Benetti, en Rosario.

## Innovaciones
Federico Benetti desarrolló la gran mayoría de la tecnología para la técnica de la cirugía coronaria con el corazón latiendo OPCAB (del inglés, off-pump coronary artery bypass) y MIDCAB (del inglés, minimally invasive direct coronary artery bypass) y realizó  un extenso programa de educación. Para el año 2000, había entrenado cirujanos y creado centros de cirugía coronaria en 45 países del mundo. Creó cinco técnicas en cirugía cardíaca, tres para la enfermedad coronaria y dos para las válvulas cardíacas. 